# القبة (الوزيرة)

تعديل مصدري - تعديل

القبة محلة تابعة لقرية القرين، التابعة لعزلة الوزيرة بمديرية فرع العدين إحدى مديريات محافظة إب في الجمهورية اليمنية، بلغ تعداد سكانها 31 حسب تعداد اليمن لعام 2004.